# Ерік Кома
Ерік Кома́ (фр. Érik Comas, 28 вересня 1963, Роман-сюр-Ізер) — французький автогонщик, учасник чемпіонату світу з автогонок у класі Формула-1. Чемпіон міжнародної Формули-3000 1990 року.